# 靴投げ事件

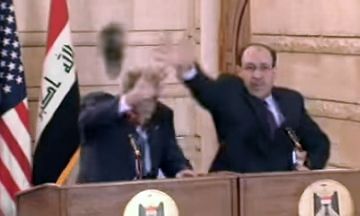
ジョージ・W・ブッシュ元米国大統領（向かって左）が靴投げを回避中（バクダットで、2008年）

靴投げ事件（くつなげじけん、英語: Shoe throwing incidents）とは、靴を投げたり、靴底を見せたり叩きつけたりするなど、靴を使って相手を侮辱する事件のこと。これは世界の多くの地域で行われている抗議活動の一種である。侮辱としての「靴投げ」は古代にまで遡り、旧約聖書の詩篇60篇10節、同じ表現で詩篇108篇10節にも言及している。政治家に靴を投げつける現代の事件は、オーストラリア、インド、アイルランド、台湾、香港、パキスタン、英国、米国、特にアラブ世界で起きている。
ジョージ・W・ブッシュ元米国大統領の顔のポスターには靴が貼られた状態で長い間中東各地に登場しており、コンドリーザ・ライス元国務長官のことを「靴」を意味する「クンダラ」と呼ぶ人もいる。 2008年12月14日にイラクのバグダッドで行われた記者会見で、ムンタダル・アル・ザイディ記者（Muntadhar al-Zaidi）が当時のブッシュ大統領に靴を投げつけた後、「靴投げ」は注目を集めた。このアル・ザイディ事件以来、ヨーロッパ、北アメリカ、インド、中国、イラン、トルコ、オーストラリアで模倣事件が報告されている。

## 様々な事件

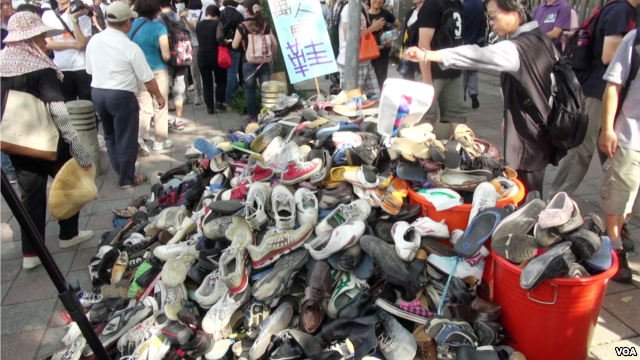
馬英九に反対する民衆によって彼に投げるために集められた靴（台湾で、2013年）

世界中で様々な靴投げ事件が記録されている。東アジアでも、日本では前述のアル・ザイディ事件直後の時期に、酒井法子と当時の夫が覚せい剤取締法違反容疑で逮捕・起訴され、保釈された夫が警察署で迎えの車に乗り込んだ時に酒井のファンとみられる男性から靴を投げられ（2009年）、中国では「グレート・ファイアウォール」設立の中心人物・方浜興が、学生から靴を投げられ（2011年）、台湾では民衆が国民党の馬英九に反対して彼に投げるための靴を集めたりしている（2013年）。